# Magyar írói, költői összkiadás-sorozatok listája

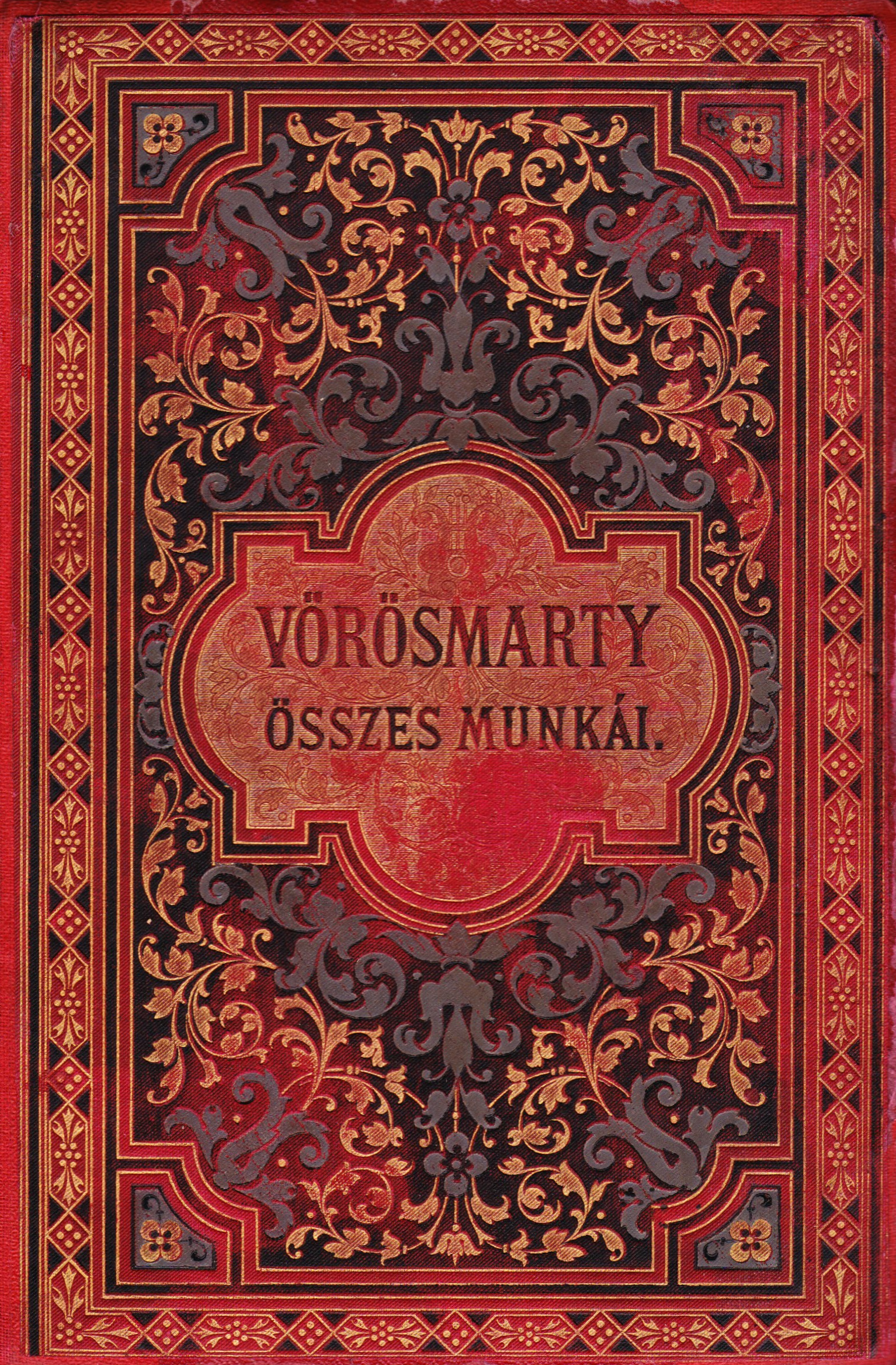
Vörösmarty Mihály összes munkái-sorozat, 1880-as évek

A Magyar írói, költői összkiadások listája a magyar nyelven megjelent 1-1 írótól, költőtől származó művek egységes könyvsorozatait próbálja összegyűjteni. Egyéb magyar könyvsorozatokkal a Magyar könyvsorozatok listája foglalkozik. A több kötetes, összetartozó műveket a Magyar lexikonok listája és a Nagyobb terjedelmű magyar nyelvű könyvek listája tartalmazza. (A Horthy-korszakban kiadott sorozatok gyakran évjelzés nélkül jelentek meg, ezért pontos elhelyezésük a listában nem mindig könnyű.)

## 1850 előtt
| Kép | Cím                                               | Kötetszám | Kiadó                        | Megjelenési hely | Megjelenési idő | Megjegyzés |
| --- | ------------------------------------------------- | --------- | ---------------------------- | ---------------- | --------------- | ---------- |
|     | Tisztelentő Páter Bourdaloue, Ludwig predikátziói | 7 kötet   | Trattner János Tamás Kiadása | Pest             | 1814–1815       |            |
|     | Kiss Ádám egyházi beszédei                        | 3 kötet   | Trattner János Tamás Kiadása | Pest             | 1835–1837       |            |
|     | Jósika Miklós regényei                            | 24 kötet  | Heckenast Gusztáv kiadása    | Pest             | 1836–1845       |            |
|     | Kölcsey Ferencz minden munkái                     | 6 kötet   | Heckenast Gusztáv            | Pest             | 1840–1848       |            |
|     | Orosz Ádám: Egyházi beszédek                      | 6 kötet   | Trattner János Tamás Kiadása | Pest             | 1841–1853       |            |
|     | Fáy András szépirodalmi összes munkái             | 8 kötet   | Geibel Károly kiadása        | Pest             | 1843–1844       |            |
|     | Shakespeare Vilmos összes szinművei               | 5 kötet   | Trattner Károly kiadása      | Pest             | 1843–1844       |            |

## 1850–1859
| Kép | Cím                                     | Kötetszám | Kiadó                     | Megjelenési hely    | Megjelenési idő | Megjegyzés |
| --- | --------------------------------------- | --------- | ------------------------- | ------------------- | --------------- | ---------- |
|     | Bajza József összegyüjtött munkái       | 2 kötet   | Emich Gusztáv             | Pest                | 1851            |            |
|     | Karacs Teréz összes munkái              | 2 kötet   | Magánkiadás               | Miskolc             | 1853            |            |
|     | Jósika Miklós regényei. Uj olcsó kiadás | 16 kötet  | Heckenast Gusztáv kiadása | Pest                | 1854–1858       |            |
|     | Kőváry László kisebb munkái             | 2 kötet   | Geibel Armin kiadása      | Pest                | 1857            |            |
|     | Verancsics Antal összes munkái          | 11 kötet  | Eggenberger Ferdinánd     | Pest, majd Budapest | 1857–1875       |            |
|     | Jókai Mór munkái népszerű kiadás        | 94 kötet  | Franklin Társulat         | Pest                | 1857?           |            |

## 1860–1869
| Kép | Cím                                       | Kötetszám | Kiadó                     | Megjelenési hely    | Megjelenési idő | Megjegyzés |
| --- | ----------------------------------------- | --------- | ------------------------- | ------------------- | --------------- | ---------- |
|     | Tóth Kálmán összes költeményei            | 2 kötet   | Heckenast Gusztáv Kiadása | Pest                | 1860            |            |
|     | Kölcsey Ferencz minden munkái             | 8 kötet   | Heckenast Gusztáv         | Pest                | 1860–1861       |            |
|     | Báró Jósika Miklós regényei. Olcsó kiadás | 55 kötet  | Heckenast Gusztáv kiadása | Pest                | 1861–1874       |            |
|     | Bajza József összegyüjtött munkái         | 6 kötet   | Heckenast Gusztáv         | Pest                | 1863            |            |
|     | Molière vígjátékai                        | 6 kötet   | Athenaeum kiadása         | Pest, Budapest      | 1863–1874       |            |
|     | Shakespaere minden munkái                 | 19 kötet  | Ráth Mór kiadása          | Pest, majd Budapest | 1864–1878       |            |
|     | Vas Gereben munkái. Népszerű kiadás       | 19 kötet  | Emich Gusztáv             | Budapest            | 1865–1874       |            |
|     | Toldy Ferencz összegyűjtött munkái        | 8 kötet   | Ráth Mór kiadása          | Pest, majd Budapest | 1868–1874       |            |
|     | Szemere Bertalan összegyűjtött munkái     | 7 kötet   | Ráth Mór kiadása          | Pest                | 1869–1871       |            |

## 1870–1879
| Kép | Cím                                        | Kötetszám | Kiadó                  | Megjelenési hely | Megjelenési idő | Megjegyzés |
| --- | ------------------------------------------ | --------- | ---------------------- | ---------------- | --------------- | ---------- |
|     | Révész Imre egyházi beszédei               | 7 kötet   | Kókai Lajos Kiadása    | Budapest         | 1870–1890       |            |
|     | Obernyik Károly szépirodalmi összes munkái | 4 kötet   | Lauffer Vilmos kiadása | Budapest         | 1878–1879       |            |
|     | Kazinczy Ferenc összes munkái              | 4 kötet   | Abafi Lajos kiadása    | Budapest         | 1879            |            |
|     | Madách Imre összes müvei                   | 3 kötet   | Athenaeum kiadása      | Budapest         | 1879–1880       |            |

## 1880–1889
| Kép                                                        | Cím                                       | Kötetszám  | Kiadó                                                 | Megjelenési hely | Megjelenési idő    | Megjegyzés                                                                  |
| ---------------------------------------------------------- | ----------------------------------------- | ---------- | ----------------------------------------------------- | ---------------- | ------------------ | --------------------------------------------------------------------------- |
|                                                            | Katona József összes művei                | 3 kötet    | Aigner Lajos kiadása                                  | Budapest         | 1880–1881          | A Nemzeti Könyvtár sorozaton belül jelent meg.                              |
|                                                            | Szemere Miklós összes munkái              | 3 kötet    | Aigner Lajos kiadása                                  | Budapest         | 1882               | A Nemzeti Könyvtár sorozaton belül jelent meg.                              |
|                                                            | Schmidt Kristóf ifjuság iratai. Uj folyam | 10 kötet   | Athenaeum                                             | Budapest         | 1882               |                                                                             |
|                                                            | Arany János összes munkái                 | 8 kötet    | Ráth Mór kiadása                                      | Budapest         | 1883–1883          |                                                                             |
| Archiválva 2022. június 1-i dátummal a Wayback Machine-ben | Csengery Antal összegyüjtött munkái       | 5 kötet    | Franklin-társulat                                     | Budapest         | 1884               | 1896-ban ismét megjelent.                                                   |
|                                                            | Tompa Mihály munkái                       | 4 kötet    | Méhner Vilmos                                         | Budapest         | 1885               | Tompa Mihály munkái összes költeményei címmel is megjelent vörös borítóval. |
|                                                            | Dobos János egyházi beszédei              | 4 kötet    | Kókai Lajos Kiadása                                   | Budapest         | 1885–1887          |                                                                             |
|                                                            | Vörösmarty Mihály összes munkái           | 8 kötet    | Mehner Vilmos kiadása                                 | Budapest         | 1886               |                                                                             |
|                                                            | Kölcsei Kölcsey Ferencz minden munkái     | 8 kötet    | Franklin-Társulat Magyar Irod. Intézet és Könyvnyomda | Budapest         | 1886–1887          |                                                                             |
|                                                            | Bolanden Gusztáv munkái                   | 23 kötet   | Dvorzsák János kiadása                                | Budapest         | 1886–1890          |                                                                             |
|                                                            | Shakspere színművei                       | 6 kötet    | Ráth Mór                                              | Budapest         | 1886–1891          |                                                                             |
|                                                            | Vas Gereben összes munkái                 | 13+1 kötet | Mehner Vilmos, majd Franklin-Társulat                 | Budapest         | 1886–1903          |                                                                             |
|                                                            | Turgenjev Iván összegyüjtött munkái       | 3 kötet    | Ráth Mór kiadása                                      | Budapest         | 1887               |                                                                             |
|                                                            | Schiller Frigyes színművei                | 4 kötet    | Lampel Róbert                                         | Budapest         | 1888               |                                                                             |
|                                                            | Kisfaludy Károly összes művei             | 4 kötet    | Győző A. Andor kiadása                                | Budapest         | 1889               |                                                                             |
|                                                            | Mikszáth Kálmán összegyüjtött munkái      | 15 kötet   | Révai Testvérek                                       | Budapest         | 1889–1896          |                                                                             |
|                                                            | Tóth Kálmán összes költeményei            | 2 kötet    | Ráth Mór Kiadása                                      | Budapest         | 1888               |                                                                             |
|                                                            | Vajda János összes költeményei            | 2 kötet    | Aigner Lajos kiadása                                  | Budapest         | 1880-as évek       | A Nemzeti Könyvtár sorozaton belül jelent meg.                              |
|                                                            | Balogh Zoltán összes művei                | 2 kötet    | Aigner Lajos kiadása                                  | Budapest         | 1880-as évek       | A Nemzeti Könyvtár sorozaton belül jelent meg.                              |
|                                                            | Kossuth Lajos iratai                      | 13 kötet   | Athenaeum                                             | Budapest         | 1880-as évek?–1911 |                                                                             |

## 1890–1899
| Kép | Cím                                                | Kötetszám | Kiadó                                             | Megjelenési hely | Megjelenési idő | Megjegyzés |
| --- | -------------------------------------------------- | --------- | ------------------------------------------------- | ---------------- | --------------- | ---------- |
|     | Schlauch Lőrinc egyházi beszédei                   | 4 kötet   | Franklin-Társulat                                 | Budapest         | 1890–1898       |            |
|     | Néhai Révész Bálint hátrahagyott irodalmi művei    | 7 kötet   | Kókai Lajos Kiadása                               | Budapest         | 1892–1894       |            |
|     | Petőfi Sándor összes művei                         | 6 kötet   | Athenaeum                                         | Budapest         | 1892–1896       |            |
|     | Báró Vay Aladár színművei                          | 5 kötet   | Kilián Frigyes Bizománya                          | Budapest         | 1893            |            |
|     | Jókai Mór összes művei                             | 100 kötet | Révai Testvérek Irodalmi Intézet Részvénytársaság | Budapest         | 1894–1898       |            |
|     | Pázmány Péter összes munkái                        | 15 kötet  | Kilián Frigyes utóda bizománya                    | Budapest         | 1894–1911       |            |
|     | Molnár Gyula összes művei                          | 10 kötet  | ?                                                 | Zombor           | 1895            |            |
|     | Báró Jósika Miklós regényei. Uj olcsó kiadás       | 120 kötet | Franklin Társulat                                 | Pest             | 1895–1897?      |            |
|     | Madách Imre összes müvei                           | 3 kötet   | Athenaeum kiadása                                 | Budapest         | 1895            |            |
|     | Reviczky Gyula összes költeményei                  | 2 kötet   | Athenaeum                                         | Budapest         | 1895            |            |
|     | Vörösmarty Mihály összes munkái – népszerű kiadás  | 2 kötet   | Franklin-társulat                                 | Budapest         | 1895            |            |
|     | Báró Kemény Zsigmond összes művei                  | 12 kötet  | Franklin-Társulat                                 | Budapest         | 1897–1908       |            |
|     | Endrődi Sándor összegyüjtött költeményei 1867–1897 | 4 kötet   | Athenaeum                                         | Budapest         | 1898            |            |
|     | Csokonai Vitéz Mihály összes művei                 | ?         | Magyar Könyvkiadó Intézet                         | Budapest         | 1890-es évek?   |            |
|     | Czuczor Gergely összes költői művei                | 3 kötet   | Franklin-Társulat                                 | Budapest         | 1899            |            |

## 1900–1909
| Kép                                                           | Cím                                           | Kötetszám | Kiadó                                           | Megjelenési hely | Megjelenési idő | Megjegyzés                                                   |
| ------------------------------------------------------------- | --------------------------------------------- | --------- | ----------------------------------------------- | ---------------- | --------------- | ------------------------------------------------------------ |
|                                                               | Bajza József összegyüjtött munkái             | 6 kötet   | Franklin-Társulat                               | Budapest         | 1900            |                                                              |
|                                                               | Mikszáth Kálmán munkái                        | 34 kötet  | Révai Testvérek                                 | Budapest         | 1901–1910       |                                                              |
|                                                               | Dóczi Lajos munkái                            | 10 kötet  | Lampel Róbert                                   | Budapest         | 1901?–1906      |                                                              |
|                                                               | Báró Eötvös József összes munkái              | 20 kötet  | Révai Testvérek                                 | Budapest         | 1901–1909       |                                                              |
|                                                               | Jósika Miklós összes művei                    | 19 kötet  | Franklin-Társulat                               | Budapest         | 1901–1909       |                                                              |
|                                                               | Péterfy Jenő összegyüjtött munkái             | 3 kötet   | Franklin-Társulat                               | Budapest         | 1901–1903       | A Kisfaludy Társaság könyvsorozatán belül jelent meg.        |
|                                                               | Tóth Kálmán összes költeményei                | 2 kötet   | Lampel Róbert                                   | Budapest         | 1902            |                                                              |
| Archiválva 2020. november 2-i dátummal a Wayback Machine-ben, | Tompa Mihály munkái                           | 4 kötet   | Franklin Irodalmi és Nyomdai Rt.                | Budapest         | 1902–1905       | A Magyar Remekírók sorozatban jelent meg többféle borítóval. |
|                                                               | Shakspere színművei                           | 6 kötet   | Franklin Társulat                               | Budapest         | 1902            |                                                              |
|                                                               | Herczeg Ferenc munkái                         | 20 kötet  | Singer és Wolfner                               | Budapest         | 1902–1910       |                                                              |
|                                                               | Rákosi Viktor munkái                          | 20 kötet  | Révai Testvérek                                 | Budapest         | 1903–1904       |                                                              |
|                                                               | Petőfi összes költeménye                      | 4 kötet   | Athenaeum                                       | Budapest         | 1904            |                                                              |
|                                                               | Luther Márton művei                           | 5 kötet   | Luther-Társaság                                 | Budapest         | 1904–1910       |                                                              |
|                                                               | Makai Emil munkái                             | 2 kötet   | Singer és Wolfner                               | Budapest         | 1904            |                                                              |
|                                                               | Kabos Ede munkái                              | 7 kötet   | Pallas Rt.                                      | Budapest         | 1905–1906       |                                                              |
|                                                               | Abonyi Lajos munkái                           | 20 kötet  | Révai Testvérek                                 | Budapest         | 1905–1907       |                                                              |
|                                                               | Bródy Sándor munkái                           | 30 kötet  | Singer és Wolfner                               | Budapest         | 1905?–1911?     |                                                              |
|                                                               | Léderer Béla összegyűjtött munkái             | 4 kötet   | Franklin-Társulat                               | Budapest         | 1906            |                                                              |
|                                                               | Ambrus Zoltán munkái                          | 16 kötet  | Révai Testvérek                                 | Budapest         | 1906–1913       |                                                              |
|                                                               | Jánosi Zoltán: Papi dolgozatok                | 10 kötet  | Hegedüs és Sándor Kiadása                       | Budapest         | 1906–1917       |                                                              |
|                                                               | Mitrovics Gyula összegyűjtött papi dolgozatai | 6 kötet   | Hegedüs és Sándor Kiadása                       | Budapest         | 1906–1911       |                                                              |
|                                                               | Kalvin János művei                            | 17 kötet  | Kis Tivadar bizománya                           | Pápa             | 1907–1910       |                                                              |
|                                                               | Jókai Mór összes művei (kis alakú kiadás)     | 45< kötet | Franklin-Társulat                               | Budapest         | 1907–1914       |                                                              |
|                                                               | Thury Zoltán összes művei                     | 6 kötet   | Thury Zoltánné kiadása                          | Budapest         | 1908            |                                                              |
|                                                               | Marlitt E. összes regényei                    | 10 kötet  | Singer és Wolfner Kiadása                       | Budapest         | 1908            |                                                              |
|                                                               | Bartha Miklós összegyüjtött munkái            | 6 kötet   | Benő Gyula bizománya                            | Budapest         | 1908–1913       |                                                              |
|                                                               | Eötvös Károly munkái                          | 24 kötet  | Révai Testvérek                                 | Budapest         | 1909            |                                                              |
|                                                               | Gróf Vay Sándor munkái                        | 10 kötet  | Országos Monografia Társaság                    | Budapest         | 1909            |                                                              |
|                                                               | Verne Gyula összes munkái                     | 54< kötet | Franklin-Társulat                               | Budapest         | 1900-as évek    |                                                              |
|                                                               | Verne Gyula összegyűjtött munkái              | ? kötet   | Eisler G. Kiadása-Lingua Kiadás                 | Budapest         | 1900-as évek    |                                                              |
|                                                               | Verne Gyula összes munkái                     | ? kötet   | Tolnai Nyomdai Műintézet és Kiadóvállalat R.-T. | Budapest         | 1900-as évek    |                                                              |
|                                                               | Arany János összes munkái                     | 13 kötet  | Franklin-Társulat                               | Budapest         | 1900-as évek    |                                                              |

## 1910–1919
| Kép | Cím                                                          | Kötetszám | Kiadó                                                 | Megjelenési hely | Megjelenési idő | Megjegyzés |
| --- | ------------------------------------------------------------ | --------- | ----------------------------------------------------- | ---------------- | --------------- | ---------- |
|     | Mikszáth Kálmán munkái (Jubileumi kiadás)                    | 32 kötet  | Révai Testvérek                                       | Budapest         | 1910            |            |
|     | Szécsi Ferenc válogatott munkái                              | 3 kötet   | Kner Izidor Könyvnyomdai Műintézet                    | Gyoma            | 1912            |            |
|     | Gárdonyi Géza munkái 20 kötetben                             | 20 kötet  | ?                                                     | Budapest         | 1913            |            |
|     | Szomaházy István munkái                                      | 15 kötet  | Singer és Wolfner Irodalmi Intézet Rt.                | Budapest         | 1913            |            |
|     | Krúdy Gyula összegyüjtött munkái                             | 9 kötet   | Singer és Wolfner Irodalmi Intézet Rt.                | Budapest         | 1914–1918       |            |
|     | Krúdy Gyula munkái                                           | 10 kötet  | Athenaeum                                             | Budapest         | 1910-es évek    |            |
|     | Pósa Lajos munkái                                            | 3 kötet   | Singer és Wolfner Kiadása                             | Budapest         | 1910-es évek    |            |
|     | Jókai Mór munkái népszerű kiadás                             | ?         | Franklin-Társulat Magyar Irod. Intézet és Könyvnyomda | Budapest         | 1915?           |            |
|     | Jókai Mór munkái. Révai-kiadás. A Tolnai Világlapja ajándéka | 10 kötet  | Révai Testvérek                                       | Budapest         | 1916            |            |
|     | Jókai Mór összes művei                                       | ?         | ?                                                     | ?                | 1910-es évek    |            |

## 1920–1929
| Kép                                                          | Cím                                          | Kötetszám         | Kiadó                                              | Megjelenési hely | Megjelenési idő | Megjegyzés                                                            |
| ------------------------------------------------------------ | -------------------------------------------- | ----------------- | -------------------------------------------------- | ---------------- | --------------- | --------------------------------------------------------------------- |
|                                                              | Strindberg Ágost drámai munkái               | 4? kötet          | Dick Manó                                          | Budapest         | 1920            |                                                                       |
|                                                              | Ibsen Henrik összes színművei                | 5? kötet          | Athenaeum Irodalmi és Nyomdai R.-T.                | Budapest         | 1921            |                                                                       |
|                                                              | Csokonai Vitéz Mihály összes művei           | 3 kötet           | Genius Kiadás                                      | Budapest         | 1922            | A Nagy irók – Nagy irások sorozaton belül jelent meg.                 |
|                                                              | Szász Károly munkái                          | 4< kötet          | Révai Kiadó                                        | Budapest         | 1925            |                                                                       |
|                                                              | Angyal Dezső kertészeti munkái               | 5 kötet           | "Pátria" Irod. Váll. és Nyomdai R.-T.              | Budapest         | 1925–1926       |                                                                       |
|                                                              | Csathó Kálmán munkái                         | 12 kötet          | Singer és Wolfner Irodalmi Intézet Rt.             | Budapest         | 1928            |                                                                       |
|                                                              | Molnár Ferenc művei                          | 20< kötet         | Franklin Társulat                                  | Budapest         | 1928            |                                                                       |
|                                                              | Olcsó Wallace                                | 10< kötet         | Dante Kiadó                                        | Budapest         | 1929            |                                                                       |
|                                                              | Jókai Mór összes művei – centenáriumi kiadás | 50< kötet         | Franklin Társulat                                  | Budapest         | 1920-as évek    |                                                                       |
|                                                              | Rákosi Jenő művei                            | 12 kötet          | Franklin Társulat                                  | Budapest         | 1920-as évek    |                                                                       |
|                                                              | Karinthy Frigyes munkái                      | 10 kötet          | Athenaeum Irodalmi és Nyomdai R.-T.                | Budapest         | 1920-as évek    |                                                                       |
|                                                              | Hugo Victor összes regényei és elbeszélései  | 45? kötet         | Christensen és Társa Gutenberg Könyvkiadó Vállalat | Budapest         | 1920-as évek    |                                                                       |
|                                                              | Tolsztoj összes regényei és elbeszélései     | 39? kötet         | Christensen és Társa Gutenberg Könyvkiadó Vállalat | Budapest         | 1920-as évek    |                                                                       |
|                                                              | Zola összes művei                            | 40< kötet         | Christensen és Társa Gutenberg Könyvkiadó Vállalat | Budapest         | 1920-as évek    |                                                                       |
|                                                              | Dumas Művei                                  | 91? kötet         | Christensen és Társa Gutenberg Könyvkiadó Vállalat | Budapest         | 1920-as évek    |                                                                       |
|                                                              | Dumas Legszebb Regényei                      | Otthon Könyvkiadó | Budapest                                           | 1920-as évek     |                 |                                                                       |
|                                                              | Balzac mesterművei                           | 12< kötet         | Christensen és Társa Gutenberg Könyvkiadó Vállalat | Budapest         | 1920-as évek    |                                                                       |
|                                                              | Dickens Remekművei                           | ?                 | Újság Kiadóvállalat                                | Budapest         | 1920-as évek    |                                                                       |
|                                                              | Dickens Művei                                | 25? kötet         | Christensen és Társa-Gutenberg Könyvkiadó Vállalat | Budapest         | 1920-as évek    |                                                                       |
|                                                              | Anatole France munkái                        | 12? kötet         | Tevan Nyomda és Könyvkiadó Vállalat                | Békéscsaba       | 1920-as évek    |                                                                       |
|                                                              | Guy de Maupassant összes művei               | 10< kötet         | Athenaeum                                          | Budapest         | 1920-as évek    |                                                                       |
|                                                              | Joseph Conrad munkái                         | 5< kötet          | Genius Könyvkiadó Rt.                              | Budapest         | 1920-as évek    |                                                                       |
|                                                              | Oscar Wilde összes művei                     | 20< kötet         | Genius Könyvkiadó Rt.                              | Budapest         | 1920-as évek    |                                                                       |
|                                                              | Dosztojevszkij összes munkái                 | 20< kötet         | Révai Kiadás                                       | Budapest         | 1920-as évek    |                                                                       |
|                                                              | Hugo Bettauer modern társadalmi regényei     | 10< kötet         | Nova Irodalmi Intézet                              | Budapest         | 1920-as évek    |                                                                       |
| Archiválva 2020. október 26-i dátummal a Wayback Machine-ben | Elinor Glyn regényei                         | 10< kötet         | Világirodalom Kiadás                               | Budapest         | 1920-as évek    |                                                                       |
|                                                              | Jack London összes munkái                    | 17 kötet          | Athenaeum Irodalmi és Nyomdai R.-T.                | Budapest         | 1920-as évek    |                                                                       |
|                                                              | Gyulai Pál munkái                            | 4 kötet           | Franklin-Társulat                                  | Budapest         | 1920-as évek    | Az Élő Könyvek – Magyar Klasszikusok című sorozaton belül jelent meg. |
|                                                              | Herczeg Ferenc munkái                        | 29< kötet         | Singer és Wolfner Irodalmi Intézet Rt.             | Budapest         | 1920-as évek    |                                                                       |
|                                                              | Jézusról nevezett Szent Terézia összes művei | 3 kötet           | Pesti Könyvnyomda Részvénytársaság                 | Budapest         | 1923–1928       |                                                                       |
|                                                              | Arany János összes munkái                    | 5< kötet          | Franklin Társulat                                  | Budapest         | 1924            |                                                                       |
|                                                              | Heltai Jenő munkái                           | 10 kötet          | Athenaeum Irodalmi és Nyomdai R.-T.                | Budapest         | 1926–1927       |                                                                       |
|                                                              | Vázsonyi Vilmos beszédei és írásai           | 2 kötet           | Országos Vázsonyi-Emlékbizottság kiadása           | Budapest         | 1927            |                                                                       |
|                                                              | Colette munkái                               | 5< kötet          | Világirodalom-kiadás                               | Budapest         | 1927            |                                                                       |
|                                                              | Révész Béla munkái                           | 4? kötet          | ?                                                  | Budapest         | 1928?           | A Korunk mesterei sorozaton belül.                                    |
|                                                              | H. Zschokke válogatott regényei és novellái  | 20< kötet         | Kereskedelmi- és Ipari-Nyomda M. Sz.               | Kassa            | 1928            |                                                                       |
|                                                              | Szederkényi Anna munkái                      | 20< kötet         | Singer és Wolfner Irodalmi Intézet Rt.             | Budapest         | 1929            |                                                                       |

## 1930–1939
| Kép                                                        | Cím                                              | Kötetszám    | Kiadó                                                           | Megjelenési hely | Megjelenési idő | Megjegyzés         |
| ---------------------------------------------------------- | ------------------------------------------------ | ------------ | --------------------------------------------------------------- | ---------------- | --------------- | ------------------ |
|                                                            | Baksay Sándor egyházi munkái                     | 4 kötet      | Hetessy Kálmán                                                  | Kecskemét        | 1930–1933       |                    |
|                                                            | Tormay Cecile művei                              | 11< kötet    | Singer és Wolfner Irodalmi Intézet Rt.                          | Budapest         | 1939            |                    |
|                                                            | Herczeg Ferenc művei                             | 10 (?) kötet | Singer és Wolfner Irodalmi Intézet Rt.                          | Budapest         | 1939            |                    |
| Archiválva 2022. június 1-i dátummal a Wayback Machine-ben | Forró Pál munkái                                 |              | Rozsnyai Károly Kiadása                                         | Budapest         | 1930-as évek    |                    |
|                                                            | Makkai Sándor válogatott munkái                  | 10 kötet     | A Székely Egyetemi és Főiskolai Hallgatók Egyesületének Kiadása | Budapest         | 1930-as évek    |                    |
|                                                            | John Galsworthy művei                            | 16< kötet    | Franklin-Társulat                                               | Budapest         | 1930-as évek    |                    |
|                                                            | Verne Gyula összes munkái                        | 20<? kötet   | Tolnai Nyomdai Műintézet és Kiadóvállalat R.-T.                 | Budapest         | 1930-as évek    |                    |
|                                                            | Verne Gyula munkái                               | ? kötet      | Forrás Nyomdai Műintézet és Kiadóvállalat R.-T.                 | Budapest         | 1930-as évek    |                    |
|                                                            | Komáromi János munkái                            | 28< kötet    | Genius Könyvkiadó Rt.                                           | Budapest         | 1930-as évek    |                    |
|                                                            | Surányi Miklós műveinek emlékkiadása             | 15? kötet    | Singer és Wolfner Irodalmi Intézet Rt.                          | Budapest         | 1930-as évek    |                    |
|                                                            | Erdős Renée összegyűjtött művei                  | ? kötet      | Révai Kiadás                                                    | Budapest         | 1930-as évek    |                    |
|                                                            | Bangha Béla S. J. összegyüjtött munkái           | 30< kötet    | Szent István Társulat                                           | Budapest         | 1930-as évek    |                    |
|                                                            | Herczeg Ferenc válogatott munkáinak emlékkiadása | 38< kötet    | Singer és Wolfner Irodalmi Intézet Rt.                          | Budapest         | 1930-as évek    |                    |
|                                                            | Arany János összes költői művei                  | 10 kötet     | Franklin Társulat                                               | Budapest         | 1930-as évek    |                    |
|                                                            | Móra Ferenc munkái – Jubileumi díszkiadás        | 10< kötet    | Genius-Lantos kiadás                                            | Budapest         | 1930-as évek    |                    |
|                                                            | Kóbor Tamás válogatott munkái                    | 12 kötet     | Béta Kiadás                                                     | Budapest         | 1930-as évek    |                    |
|                                                            | Gárdonyi Géza munkái                             | 40< kötet    | Dante Kiadás                                                    | Budapest         | 1930-as évek    | Kétféle borítóval. |
|                                                            | Móricz Zsigmond művei                            | 28< kötet    | Athenaeum Kiadása                                               | Budapest         | 1930-as évek    |                    |
|                                                            | Prohászka Ottokár összegyűjtött munkái           | 25 kötet     | Szent István-Társulat                                           | Budapest         | 1930-as évek    |                    |
|                                                            | Tóth Tihamér összegyűjtött munkái                | 23 kötet     | Szent István-Társulat                                           | Budapest         | 1930-as évek    |                    |
|                                                            | Zilahy Lajos munkái                              | 25 kötet     | Athenaeum Irod. és Nyomdai R.-T.                                | Budapest         | 1930-as évek    |                    |
|                                                            | Szabó Dezső művei                                | 10< kötet    | Genius Kiadás                                                   | Budapest         | 1930-as évek    |                    |
|                                                            | Földi Mihály regényei                            | 10< kötet    | Franklin-Társulat Kiadása                                       | Budapest         | 1930-as évek    |                    |
|                                                            | Gróf Tisza István összes munkái                  | 6? kötet     | Magyar Tudományos Akadémia                                      | Budapest         | 1930-as évek    |                    |
|                                                            | Mereskovszkij munkái                             | 14< kötet    | Dante Kiadás                                                    | Budapest         | 1930-as évek    | Kétféle borítóval. |
|                                                            | H. G. Wells művei                                | 24< kötet    | Franklin-Társulat                                               | Budapest         | 1930-as évek    |                    |
|                                                            | Eschstruth regényei                              | ?            | Világirodalom-kiadás                                            | Budapest         | 1930-as évek    |                    |
|                                                            | Croker regényei                                  | 22< kötet    | Singer és Wolfner Új Idők Irodalmi Intézet Rt.                  | Budapest         | 1930-as évek    |                    |
|                                                            | Lehne Fr. regényei                               | ?            | Világirodalom-kiadás                                            | Budapest         | 1930-as évek    |                    |
|                                                            | George Ohnet regényei                            | ?            | Singer és Wolfner Kiadása                                       | Budapest         | 1930-as évek    |                    |
|                                                            | Courths-Mahler regényei                          | 10< kötet    | Singer és Wolfner                                               | Budapest         | 1930-as évek    |                    |
|                                                            | Cooper indiánus-regényei                         | 5< kötet     | Hungária Nyomda                                                 | Budapest         | 1930-as évek    |                    |
|                                                            | Kosztolányi Dezső összegyűjtött munkái           | 12 kötet     | Révai Testvérek Irodalmi Intézet Részvénytársaság               | Budapest         | 1937            |                    |

## 1940–1949
| Kép | Cím                                  | Kötetszám | Kiadó                          | Megjelenési hely | Megjelenési idő | Megjegyzés |
| --- | ------------------------------------ | --------- | ------------------------------ | ---------------- | --------------- | ---------- |
|     | Mária Sándor munkái                  | 10< kötet | Révai kiadás                   | Budapest         | 1940-es évek    |            |
|     | Nyirő József munkái                  | 10< kötet | Révai kiadás                   | Budapest         | 1940-es évek    |            |
|     | Kosztolányi Dezső hátrahagyott művei | ? kötet   | Nyugat Kiadó és Irodalmi R. T. | Budapest         | 1940-es évek    |            |

## 1950–1999
- V. I. Lenin művei, 1950-es évek
- I. V. Sztálin művei, 1950-es évek
- Karl Marx és Friedrich Engels művei, 1950-es évek
- Móricz Zsigmond összegyűjtött művei, 1950-es évek
- Makarenko művei I-VII., 1956[173]
- Darwin válogatott művei, 1963[174]
- Tito összegyűjtött művei
- Ráth Végh István összegyűjtött művei
- Vas István összegyűjtött művei
- Krúdy Gyula összegyűjtött művei
- Móra Ferenc összegyűjtött művei
- Jókai Mór összegyűjtött művei
- Verne Gyula összegyűjtött művei
- Karinthy Frigyes összegyűjtött művei
- Wass Albert művei

## 2000–
- Molnár Ferenc művei (Lazi kiadó)
- Moldova György életmű-sorozat 1-12. (2007, Urbis Könyvkiadó)[175]